# HMS Protector (A173)
El HMS Protector (A173) es un rompehielos de la Real Armada británica (Royal Navy) construido en Noruega en el año 2000. Se unió a la Royal Navy el 23 de junio de 2011, fue comisionado en la Base Naval de Portsmouth, coincidiendo con el 50.º aniversario del Tratado Antártico.
Construido en Noruega y botado como rompehielos MV "Polarbjorn" en el año 2000, reemplazó luego de años de ausencia al rompehielos HMS Endurance (A171) como buque científico y rompehielos antártico.
La misión primordial de este buque es el control del Territorio Antártico Británico y proporciona apoyo a la investigación británica en la Antártida.
En febrero de 2017 tras una semana de amarre, dos científicos de la Facultad de Ciencias de la UdelaR, Federico Weinstein y Carolina Rodríguez, abordaron el buque de la Armada británica HMS Protector, en el ámbito del Tratado Antártico.
En noviembre de 2017, tras una solicitud de asistencia del gobierno argentino, Protector fue reasignado para ayudar a los esfuerzos internacionales para localizar el submarino desaparecido ARA San Juan.
En marzo de 2019 el Protector llegó a puerto, luego de su viaje por las aguas del Atlántico Sur, trayendo de vuelta a dos mujeres integrantes de la marina uruguaya.
En noviembre de 2022 el Protector recaló en Montevideo unas semanas, como preparación para su viaje de relevamiento cartográfico en la región antártica. En esta ocasión llegará hasta la estación antártica uruguaya Gral. Artigas para descargar insumos.